# NGC 5385
NGC 5385 — группа звёзд в созвездии Малая Медведица.
Этот объект входит в число перечисленных в оригинальной редакции «Нового общего каталога».